# Фрідріх-Вільгельм Ульріх
Фрідріх-Вільгельм Ульріх (нім. Friedrich-Wilhelm Ulrich, 20 жовтня 1953) — німецький академічний веслувальник.
Олімпійський чемпіон 1976, 1980 років у складі розпашної двійки зі стерновим.
Чемпіон світу 1975, 1978 років у складі вісімки, срібний призер 1977 року в складі розпашної двійки зі стерновим.
Чемпіон Європи 1973 року в складі вісімки.